# Ram Baran Yadav
Pour les articles homonymes, voir Yadav (homonymie) et RAM.
Ram Baran Yadav (népalais रामवरण यादव), né le 4 février 1948 à Sapahi, est un médecin et homme d'État népalais, président de la République de 2008 à 2015.

## Biographie
Il est né en 1948 à Sapahi (en), un village du district de Dhanusa,. Il est membre du Congrès népalais dont il était secrétaire général jusqu'à son élection à la tête de l'État. Médecin et ancien ministre de la Santé, il est élu président de la République le 21 juillet 2008 au 2e tour par l'Assemblée constituante par 308 votes contre 282 face à son adversaire Ram Raja Prasad Singh (en) qui avait les faveurs des maoïstes. Son vice-président est Paramanand Jha, qui a lui aussi battu le candidat maoïste.
D'abord élu pour deux ans, son mandat originel s'est prolongé au fil des reports d'élections jusqu'à plus de cinq années après son investiture. Plus de deux mois après une nouvelle élection à l'Assemblée constituante, la Chambre nouvellement élue chargée de rédiger la nouvelle Constitution tient sa première réunion le 9 janvier 2014. Le nouveau président ne doit alors être élu qu'après la promulgation de la nouvelle Constitution. Ram Baran Yadav continue d'exercer les fonctions de chef de l'État jusqu'en octobre 2015, quand Bidya Devi Bhandari est élue présidente par l'Assemblée constituante, puis réélue lors de l'élection de 2018 avec 75 % des voix, contre 25 % pour le Congrès népalais.